# Kyriaki Chryssomalli-Henrich
Kyriaki Chryssomalli-Henrich (griechisch Κυριακή Χρυσομάλλη-Henrich, auch in der Transkription Kiriaki Chrysomalli-Henrich, * 18. Januar 1946 in Thessaloniki) ist eine deutsch-griechische Neogräzistin und Übersetzerin.

## Leben und Werk
Chryssomalli stammt aus Flüchtlingsfamilien, mütterlicherseits aus Smyrna und väterlicherseits aus Ostthrakien. Nach dem Studium der byzantinischen und neugriechischen Philologie an der Aristoteles-Universität Thessaloniki (1964–1969) war sie von 1971 bis 1972 Stipendiatin des DAAD an der Universität Hamburg. Noch im Studium begegnete sie dem späteren Neogräzisten und Byzantinisten Günther Steffen Henrich (1938–2024), mit dem sie seit 1971 verheiratet war.
Von 1972 bis 1976 setzte sie ihr Fachstudium bei Athanasios Kambylis in Hamburg fort. Anschließend war sie bis 1982 als Lehrerin in bilingualen griechisch-deutschen Klassen und am griechischen Gymnasium beschäftigt. 1993 wurde sie bei Athanasios Kambylis mit einer Dissertation zur Erzähltechnik bei den neugriechischen Autoren Stratis Myrivilis, Ilias Venesis und Evjenia Fakinu promoviert. Seither ist sie neben ihrer literaturwissenschaftlichen Tätigkeit Lehrbeauftragte für Neugriechisch an der Universität Kiel. Im Wintersemester 2010/2011 war sie Gastprofessorin an der Universität Zypern.
Mit ihrem Mann Günther Steffen Henrich hat sie verschiedene lexikographische Werke erarbeitet. Neben weiteren eigenen Arbeiten zur Narratologie hat sie auch die Theorie des Erzählens von Franz Stanzel 1999 ins Neugriechische übersetzt. 2006 erschienen Übersetzungen der literarischen Werke Kindheitsmuster und Der geteilte Himmel von Christa Wolf sowie Fundbüro von Siegfried Lenz. Die deutsche Übersetzung einer von Emmanuel Kriaras herausgegebenen Anthologie zu Ioannis Psycharis ist 2010 erschienen.